# Аполлонов, Борис Павлович
Бори́с Па́влович Аполло́нов (1890—1961) — профессор, клиницист-педиатр, заведующий кафедрой детских болезней № 3 Ростовского медицинского института в 1930—1933 годах. Награжден орденом Ленина и орденом Трудового Красного Знамени.

## Биография
Борис Павлович Аполлонов родился в 1890 году.
Борис Аполлонов — ученик профессора О. А. Карницкого. В период с 1931 по 1933 год он исполнял обязанности заведующего кафедрой детских болезней № 3 РостГМУ.
Позже, Борис Аполлонов переехал из Ростова-на-Дону в город Иваново, Ивановской области, и в 1935 году стал возглавлять три педиатрические кафедры, которые находились на улице Ермака. Также он занимал должность декана факультета. Борис Аполлонов является основателем первой кафедры детских болезней в Ивановском медицинском институте.
Одной из его учениц была доцент Нонна Алексеевна Лаврищева. В институте он читал лекции по факультативной педиатрии, пропедевтике, госпитальной педиатрии. Отличался пунктуальностью и требовательностью. Проводил семинары с клиническими ординаторами, во время которых теоретические знания переплетались с хорошей практической подготовкой.
Награжден орденом Ленина и орденом Трудового Красного знамени.
С 1937 по 1947 годы был деканом педиатрического факультета Иваново-Вознесенского медицинского института.
Умер 12 июня 1961 года в своем кабинете, после проведения врачебной конференции. Проститься с ним пришли все жители города.